# Vrije verkiezing (Polen-Litouwen)

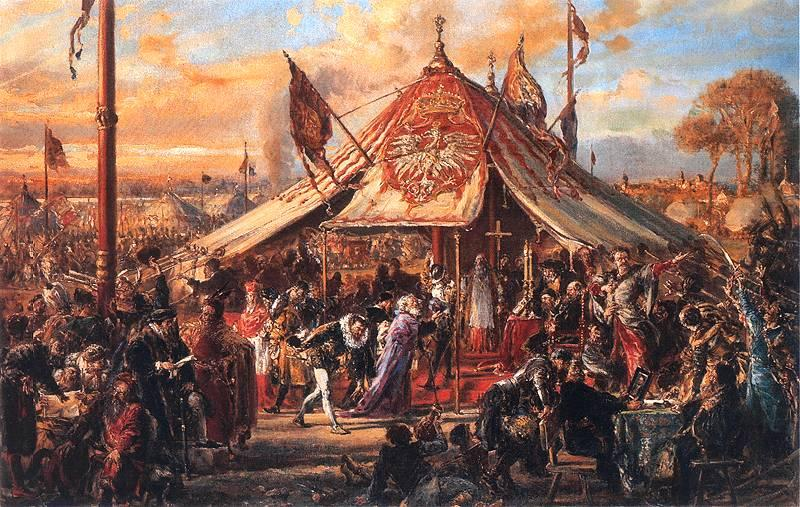
De eerste koninklijke verkiezing van Hendrik van Valois in 1573, geschilderd door Jan Matejko.

De Vrije verkiezing (Pools: wolna elekcja) was de verkiezing van individuele koningen voor de Pools-Litouwse troon. Tussen 1573 en 1791 verkoos de Pools-Litouwse adel op deze wijze tien verschillende koningen.

## Geschiedenis
Al in de middeleeuwen was er al sprake van een verkiezing van de Poolse koningen en vaak betroffen dit ook leden uit de dynastie der Piasten. Na het uitsterven van deze dynastie gaf de Poolse adel de voorkeur voor een alliantie met Hongarije en verkozen ze Lodewijk I tot hun koning. Na zijn dood werd hij opgevolgd door zijn dochter Hedwig. Haar nazaten bij groothertog Jogaila zouden ook de Pools-Litouwse verkrijgen, maar zij deden dit vaak niet door middel van vererving maar door concessies aan de adel te doen. Onder de Jagiellonen werd de verkiezing voor de koning nooit officieel vastgelegd. Pas door koning Sigismund II werden de verkiezingsregels vastgesteld.
In 1573 werd Hendrik van Valois de eerst verkozen koning van het Pools-Litouwse Gemenebest. Hij werd verkozen door 40.000 verzamelde edelen. De verkiezing verliep procedureel volgens de regels, maar leverde een zwakke koning op. De twee verkiezingen daarna, in 1575 en 1587, verliepen procedureel minder goed. In 1587 werd Sigismund Wasa verkozen tot koning en zijn nazaten zouden halverwege de zeventiende eeuw blijven reageren. Na de Wasa's werden er twee koningen van Poolse origine verkozen. In 1696 werd de Saksische koning Frederik August I verkozen. Hij wist de verkiezing te winnen door met Russisch geld de kiesmannen om te kopen van de sejm. Stanislaus August Poniatowski was de laatste koning die verkozen werd en met de Poolse Grondwet van 3 mei 1791 werd het verkozen koningschap afgeschaft en ingeruild voor een constitutioneel koningschap.

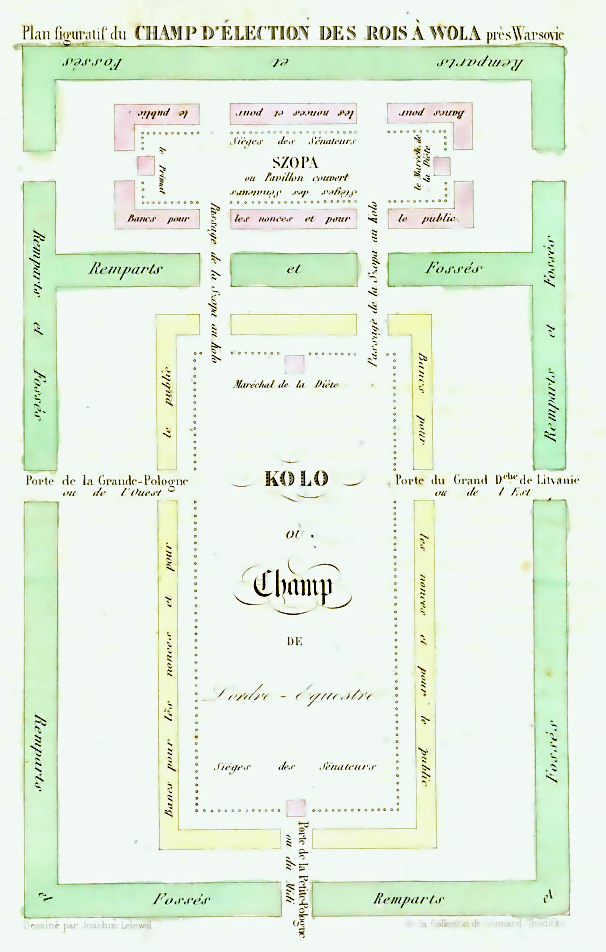
Plattegrond van het verkiezingskamp voor op het veld van Wola bij Warschau

## Procedure
De verkiezingssejm werd bijeengeroepen door de oproepingssejm die op zijn beurt weer bijeenkwam nadat deze bijeen werd geroepen door de primaat van Polen na de dood van de koning. Iedere edelman had het recht om deel te nemen aan de verkiezingen op voorwaarde dat ze een electoraat van vijf of zes procent van de bevolking achter zich moesten zien te krijgen. Ze moesten vervolgens gewapend en te paard verschijnen en doorgaans verzamelde zich dertig- tot veertigduizend mensen op het Wola-veld bij Warschau waar de verkiezing werd gehouden. Ze bleven aldaar tot er een unanieme beslissing was bereikt over wie de nieuwe koning moest worden. De nieuw verkozen koningen dienden na hun verkiezing te beloven dat ze de Pacta Conventa en de Henrikaanse Artikelen zouden eerbiedigen.

## Verkozen koningen
- 1573: Hendrik van Valois
- 1575: Stefanus Báthory
- 1587: Sigismund Wasa
- 1632: Wladislaus Wasa
- 1648: Jan Casimir Wasa
- 1669: Michaël Korybut Wiśniowiecki
- 1674: Jan Sobieski
- 1697: Frederik August I van Saksen
- 1733: Stanislaus Leszczyński
- 1764: Stanislaus August Poniatowski